# John MacBride
John MacBride ((7 de maig de 1865 – 5 de maig de 1916) fou un republicà irlandès executat pel paper dirigent en l'Aixecament de Pasqua de 1916.
John MacBride nasqué a The Quay (Westport Comtat de Mayo, Irlanda), fill de Patrick MacBride, un comerciant i botiguer, i de Honoria Gill. Fou educat amb els Germans Cristians de Westport i a St. Malachy's College de Belfast. Treballà un temps en una tenda de draps de Castlerea (comtat de Roscommon). va estudiar medicina, però ho deixà per a treballar com a químic amb una firma de Dublín.
Es va unir a la Germandat Republicana Irlandesa i es va fer amic de Michael Cusack en els començaments de l'Associació Atlètica Gaèlica. També es va unir a la Societat Literària Cèltica a través de la qual conegué Arthur Griffith, qui fou l'amic que més va influir en la seva vida. A començaments de 1893, MacBride fou considerat un "nacionalista perillós" pel govern britànic. El 1896 marxà als Estats Units com a membre de l'IRB. Quan va tornar va marxar a Sud-àfrica.
Va prendre part en la Segona Guerra Bòer com a membre de la Brigada Irlandesa de Transvaal, de la que el comandant era l'irlandès americà coronel John Blake, antic oficial de la cavalleria dels EUA. La brigada va rebre reconeixement oficial del govern bòer, i els càrrecs foren signats pel secretari d'estat F. W. Reitz. Va rebre el càrrec de major (equivalent a comandant) i va rebre la ciutadania bòer.
Uns 500 irlandesos i irlandeso-americans lluitaren contra els britànics, de vegades contra regiments formats per irlandesos, com els Fusellers de Dublín i els Inniskillings. Des dels turons de la setjada Ladysmith a les planures de l'Estat Lliure d'Orange, la brigada de MacBride s'enfrontà als canons britànics, lluitaren a la batalla de Colenso i més tard curaren la rereguarda, hostilitzant la cavalleria de Lord Roberts en la retirada de l'exèrcit bòer. Nogensmenys, també molts irlandesos lluitaren amb els britànics contra els bòers.
Pel maig de 1900 els comandos irlandesos foren dividits en dues Brigades irlandeses de Transvaal. També van rebre un cos d'ambulàncies irlandeses americanes, alhora que el líder nacionalista irlandès Michael Davitt es traslladà a la capital bòer. Malgrat això, molts irlandesos favorables als bòers tornaren a casa, malgrat les proclames dels moviments favorables a la causa bòer estimulats per Arthur Griffith i Maud Gonne.
Després de la guerra viatjà a París. El 1903, es casà amb la nacionalista irlandesa Maud Gonne, a qui havia conegut el 1900 i a través de la qual conegué William Butler Yeats. L'any següent nasqué el seu fill Sean MacBride (guanyador el 1974 del Premi Nobel de la Pau). Més tard el matrimoni fracassà enmig d'acusacions de violència domèstica, i tornà aDublín. Gonne se separà de MacBride, però mai més es tornà a casar.
MacBride, a diferència dels altres líders de l'Aixecament de Pasqua, no era membre dels Voluntaris Irlandesos, i va oferir els seus serveis a Thomas MacDonagh de manera que nou nomenat segon comandant a la fàbrica Jacob. MacBride, després d'un consell de guerra, fou afusellat a la presó de Kilmainham (Dublín) el 5 de maig de 1916, dos dies abans del complir els 55 anys.

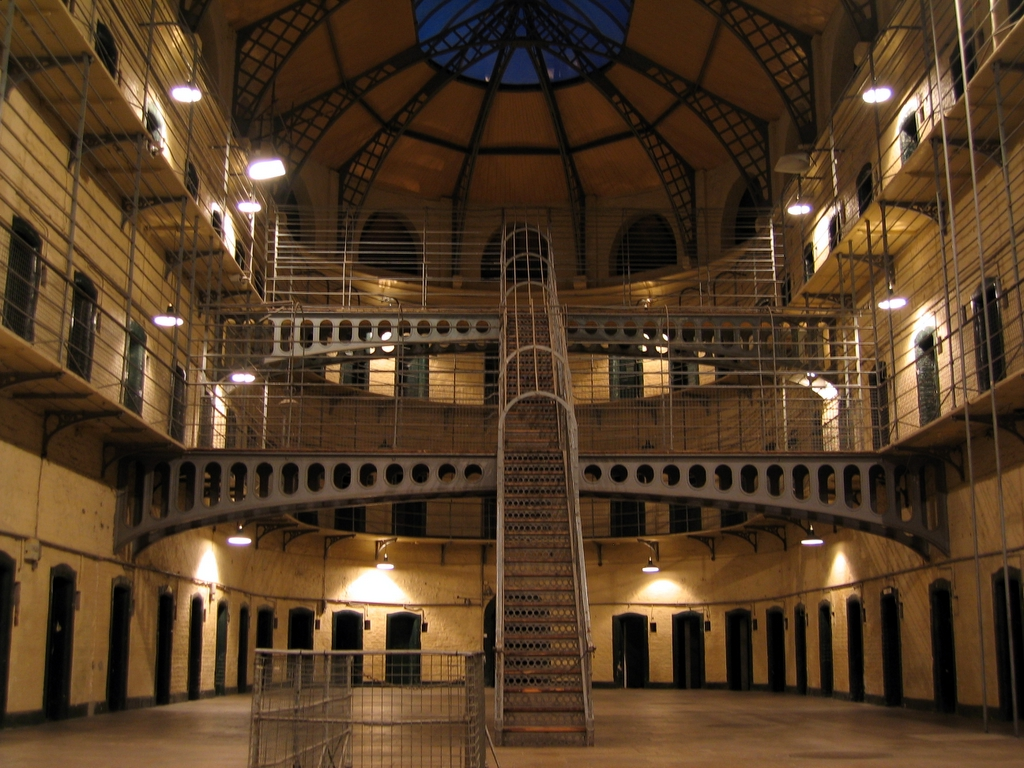
Presó de Kilmainham

 Mirant a la cara a l'escamot, va rebutjar que l'embenessin els ulls tot dient "He vist els canons de massa fusells a la guerra sud-africana per a tenir por a la mort, i ara porteu a terme la vostra sentència." Actualment és enterrat al cementeri d'Arbour Hill (Dublín).